# Manuel Jiménez Abalo
Manuel Enrique Jiménez Ábalo (Vilagarcía de Arousa, 27 ottobre 1956) è un ex calciatore spagnolo.

## Carriera

### Club
Cresciuto nell'Arosa e poi nello Sporting Gijón, esordisce con la squadra asturiana nella Primera División spagnola nella stagione 1979-1980. Diventa ben perno irremovibile del centrocampo, nonché un'autentica bandiera della società, come testimoniano le 420 presenze nel massimo campionato, che lo rendono ancora oggi il secondo giocatore più presente nella storia societaria.
Termina la carriera nel 1992 tra le file del Burgos.

### Nazionale
Ha totalizzato una presenza con la Nazionale di calcio spagnola, esordendo nella partita Polonia-Spagna (2-3) del 18 novembre 1981. È stato anche convocato per il Campionato mondiale di calcio 1982, senza mai scendere in campo.